# Hypericum patulum
Hypericum patulum är en johannesörtsväxtart som beskrevs av C.P. Thunberg och A. Murray. Hypericum patulum ingår i släktet johannesörter, och familjen johannesörtsväxter. Inga underarter finns listade i Catalogue of Life.

## Bildgalleri

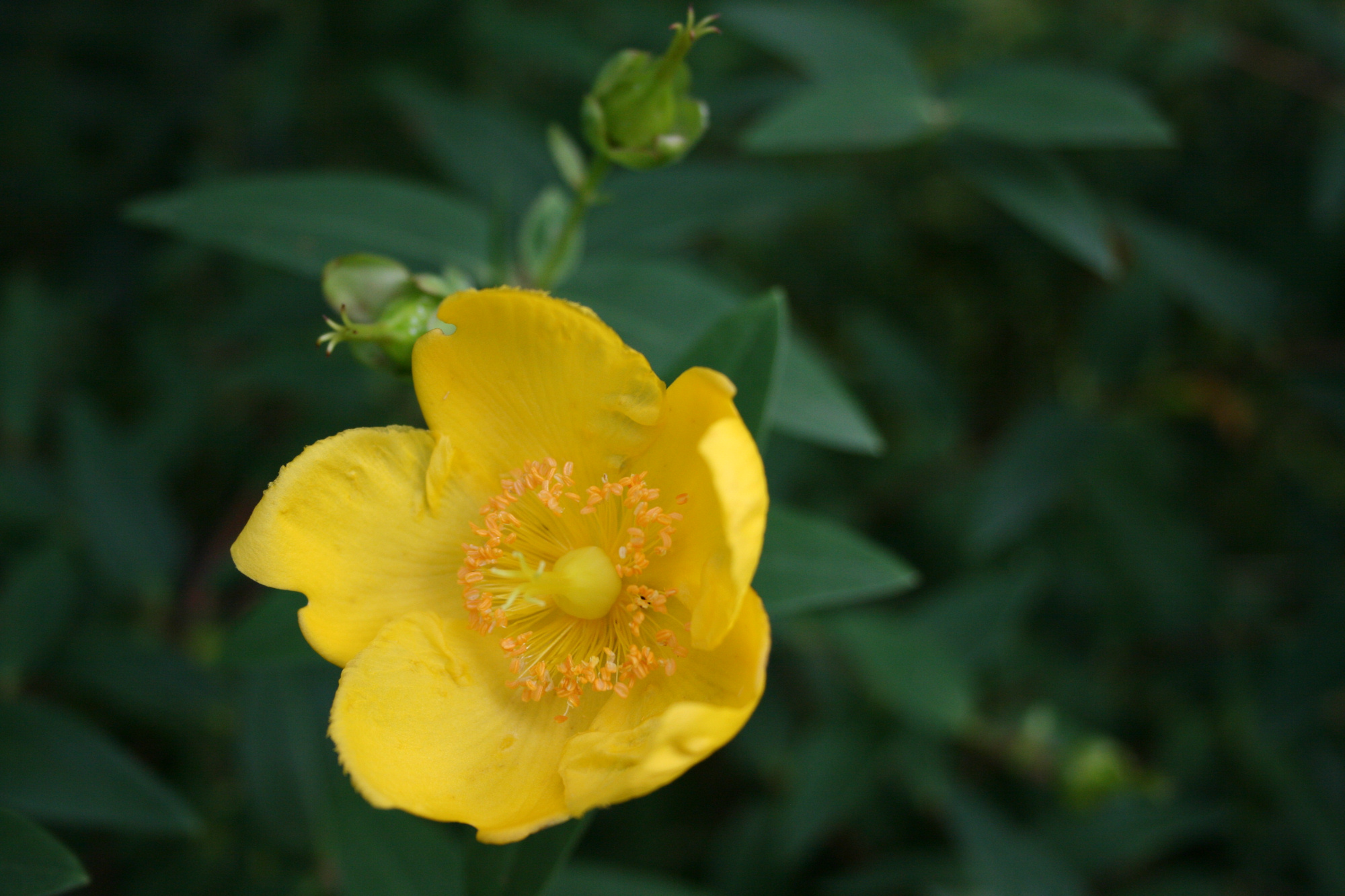
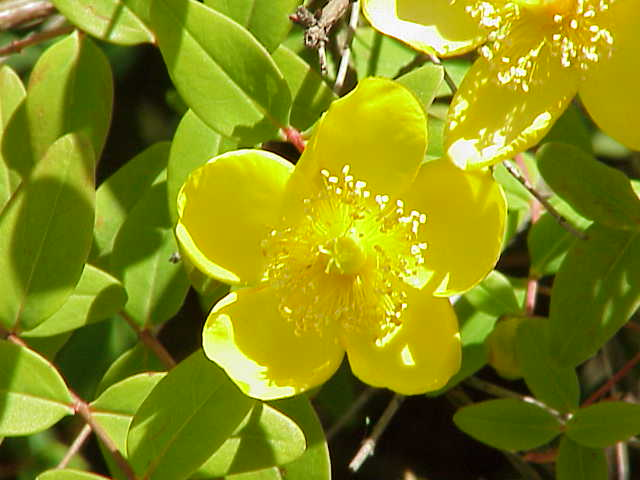
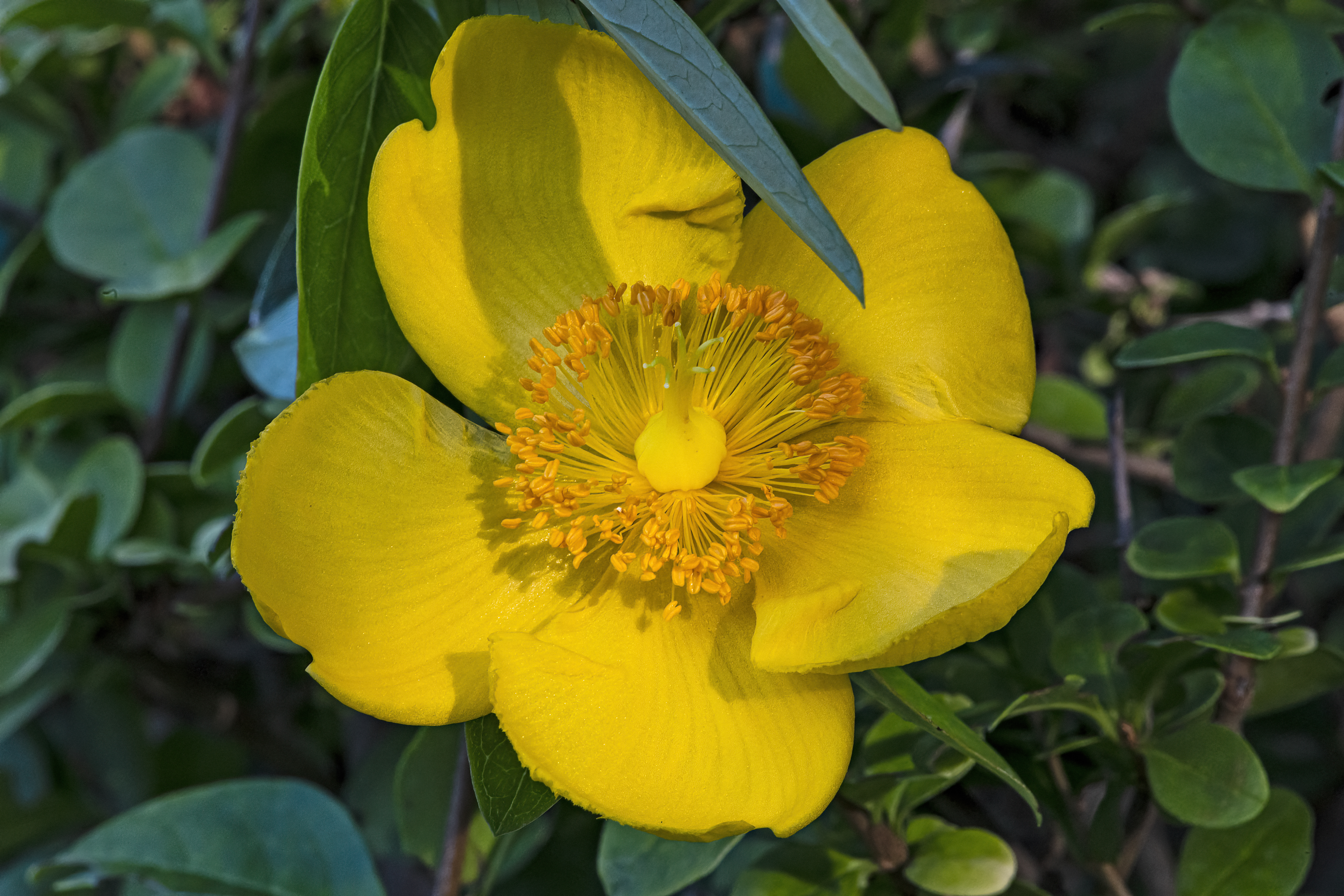
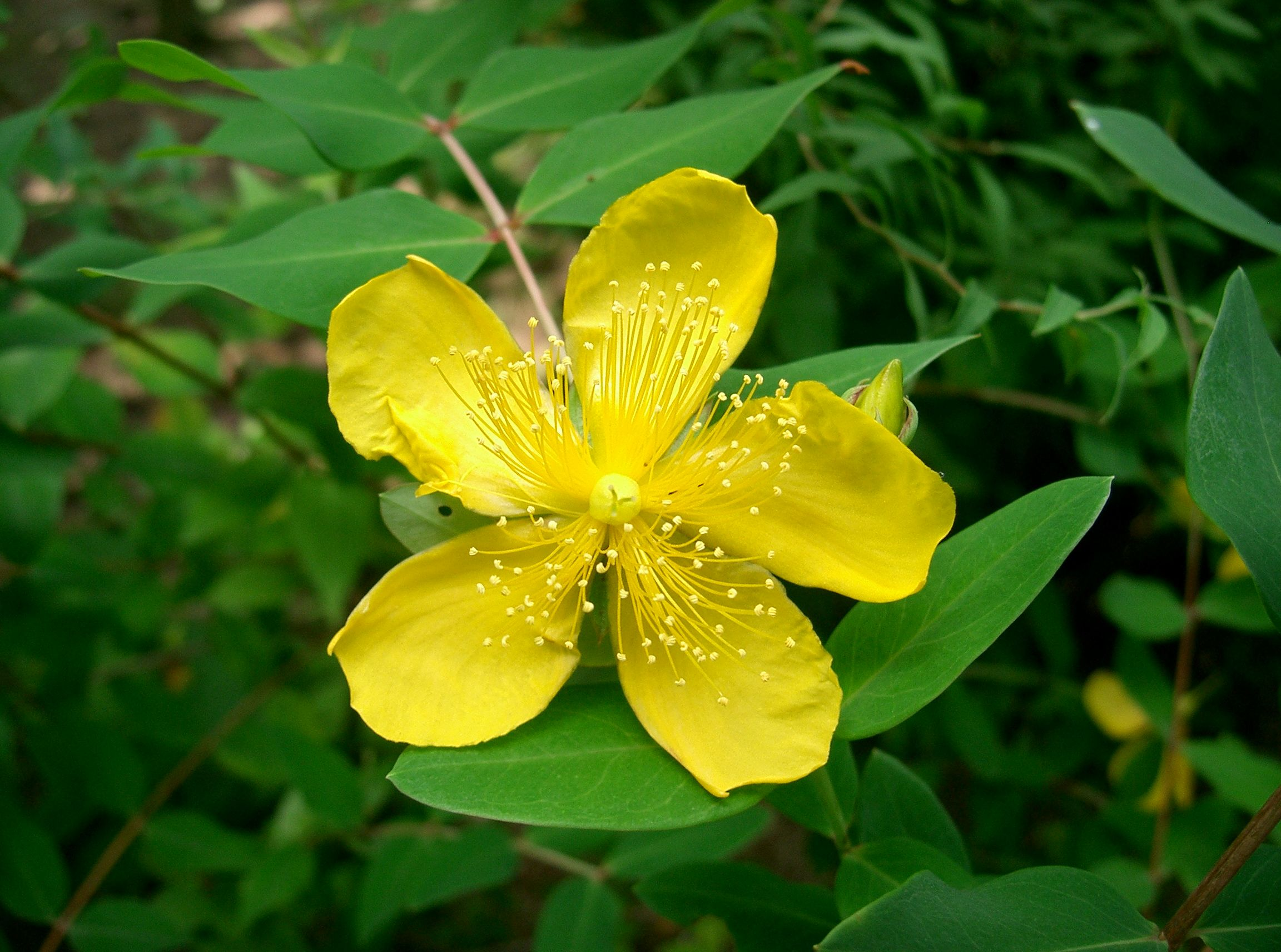
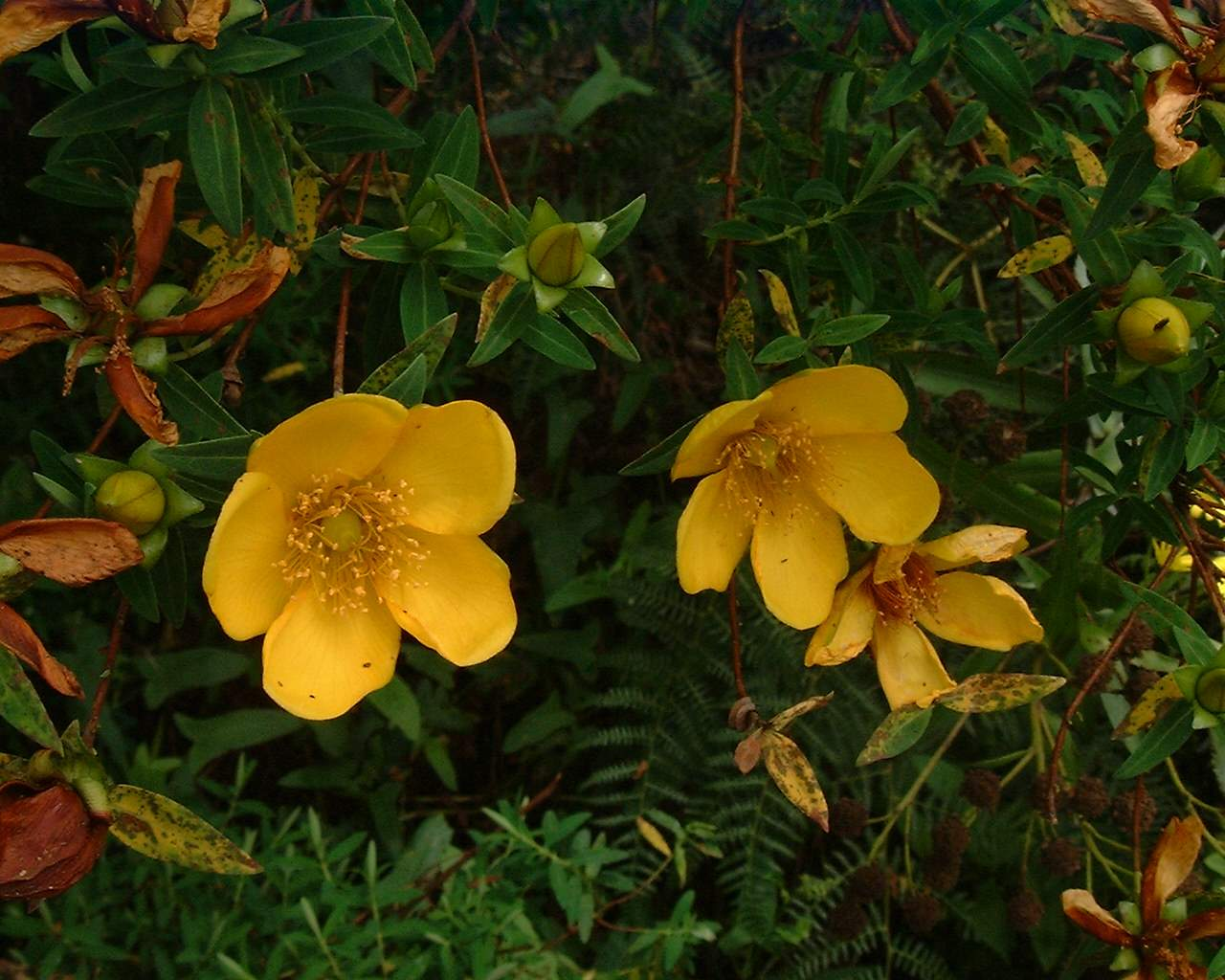
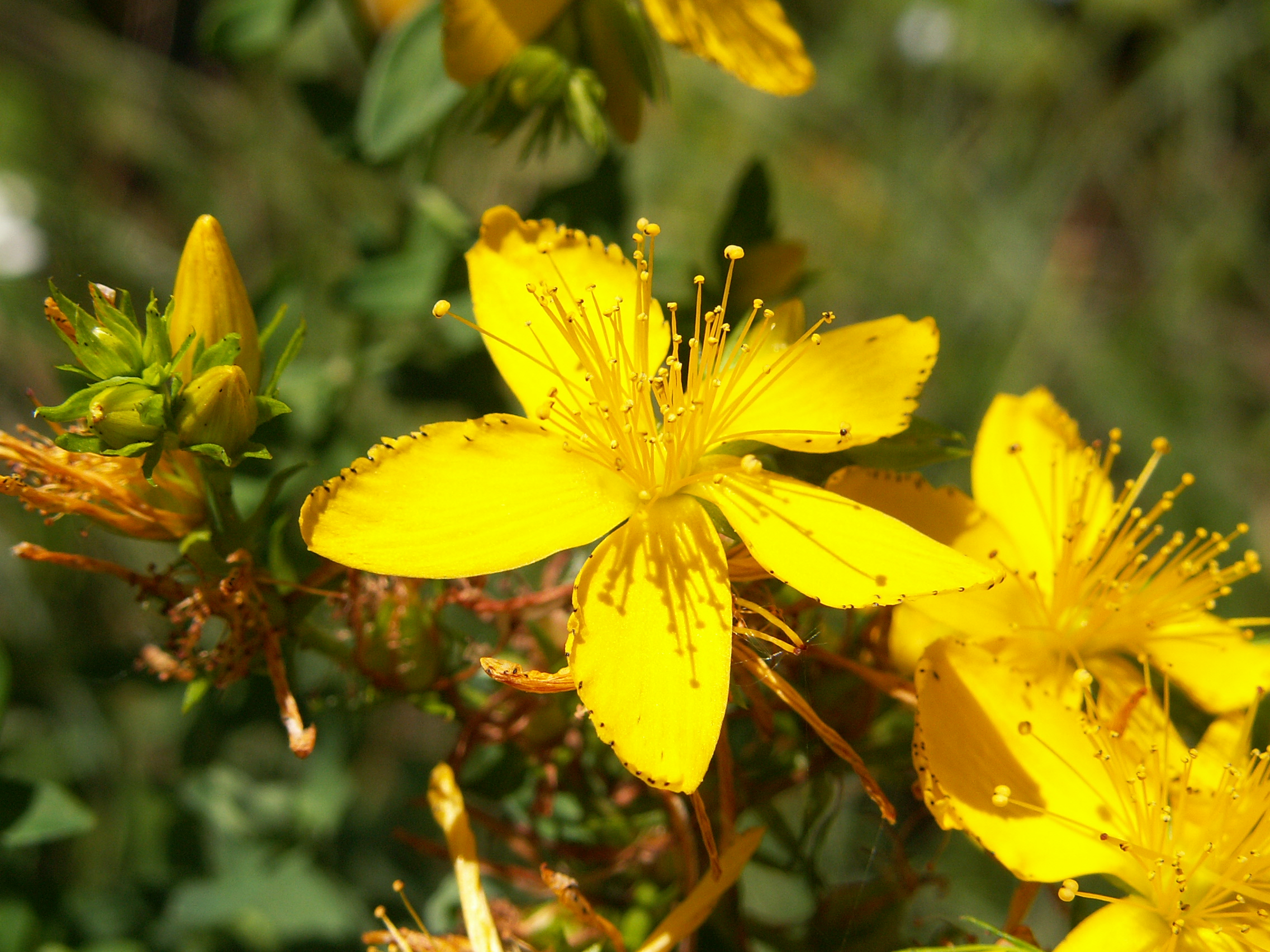